# Eurocopa 1960
La Eurocopa de fútbol de 1960 o Eurocopa 1960 fue la primera edición del Campeonato Europeo de la UEFA cuya denominación oficial en 1960 fue Copa de Naciones de Europa, abreviado en Copa de Europa. La fase final del campeonato, con las cuatro selecciones semifinalistas, se desarrolló en Francia entre el 6 de julio y el 10 de julio de 1960. El ganador del primer título fue la Unión Soviética.

## Desarrollo
La organización del evento fue muy complicada, en especial porque no era posible conseguir a las dieciséis selecciones nacionales que se tenía planeado llevar a la copa. Algunos de los equipos más importantes del continente europeo, como Italia, Alemania Federal o Inglaterra, no asistieron al evento. Esto no fue impedimento para iniciar la Copa, puesto que finalmente se reunieron las diecisiete selecciones, una más de las dieciséis necesarias. Estas se enfrentaron en eliminatorias de ida y vuelta hasta las semifinales. El primer partido oficial de la competición se jugó en el Tsentralni Lenin Stadium de Moscú (Unión Soviética), el 29 de septiembre de 1958. Allí asistieron 100 572 espectadores, los cuales vieron el triunfo de la Unión Soviética por tres goles a uno frente a Hungría. El primer gol del campeonato fue marcado por Anatoli Ilyin. En el marcador global, los soviéticos ganaron cuatro a uno.

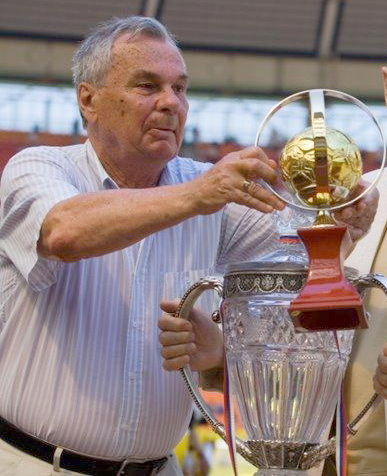
Valentín Ivanov marcó en la final el gol que dio el triunfo a la selección soviética. En la imagen, Ivanov en 2007.

En España las cosas se complicaron para su selección, ya que el general Francisco Franco prohibió a la selección viajar a la Unión Soviética. De este modo los soviéticos se clasificaron automáticamente para semifinales, que se disputaron en Francia, donde tuvo lugar la fase final. Los otros semifinalistas de esta edición fueron Francia, Yugoslavia y Checoslovaquia. Los soviéticos una vez más se impusieron, ahora frente a los checoslovacos por tres goles a cero en la primera semifinal con dos goles del jugador soviético Valentín Kozmich Ivanov. En el otro partido de semifinales, Francia no pudo con los yugoslavos que ganaron por cinco goles a cuatro, el mayor número de goles marcados en un partido de la Eurocopa,[cita requerida] a pesar de contar los franceses con una ventaja en el marcador de cuatro goles a dos. Aun así, las estrellas del partido fueron Raymond Kopa y Just Fontaine.
La final de la copa reunió a la Unión Soviética y a Yugoslavia en el estadio Parque de los Príncipes. Los soviéticos contaban con el portero Lev Yashin, un auténtico muro en la portería, que contuvo gran parte del ataque yugoslavo. Sin embargo, el jugador yugoslavo Milan Galić fue el que abrió el marcador para su selección. En el segundo tiempo llegó el empate soviético de la mano de Slava Metreveli, empate con el que acabó el partido y tuvo que disputarse la prórroga. El gol decisivo fue marcado de cabeza por Valentín Ivanov. Con este gol, la Unión Soviética logró su primer y único título en la Eurocopa.

## Ronda previa
| 5 de abril de 1959, 15:30 | Irlanda                  | 2:0 (2:0) | Checoslovaquia | Dalymount Park, Dublín                                                  |                                                                         |
|                           | Tuohy 22' · Cantwell 42' |           |                | Asistencia: 37.500 espectadores Árbitro(s): Lucien Van Nuffel (Bélgica) | Asistencia: 37.500 espectadores Árbitro(s): Lucien Van Nuffel (Bélgica) |

| 10 de mayo de 1959, 16:00 | Checoslovaquia                                             | 4:0 (1:0) | Irlanda | Tehelné Pole, Bratislava                                              |                                                                       |
|                           | Stacho 3' (pen.) · Scherer 57' · Dvorak 67' · Masopust 85' |           |         | Asistencia: 41.691 espectadores Árbitro(s): Joseph Barbéran (Francia) | Asistencia: 41.691 espectadores Árbitro(s): Joseph Barbéran (Francia) |

## Fase de clasificación

### Octavos de final

#### Unión Soviética – Hungría
| 28 de septiembre de 1958, 19:00               | Unión Soviética                       | 3:1 (3:0) | Hungría    | Estadio Olímpico Luzhnikí, Moscú                                    |                                                                     |
|                                               | Ilyin 4' · Metreveli 20' · Ivanov 32' | Reporte   | Gorocs 84' | Asistencia: 100.572 espectadores Árbitro(s): Alfred Grill (Austria) | Asistencia: 100.572 espectadores Árbitro(s): Alfred Grill (Austria) |
| Anatoli llin anota el primer gol en eurocopas |                                       |           |            |                                                                     |                                                                     |

| 27 de septiembre de 1959, 15:30            | Hungría | 0:1 (0:0) | Unión Soviética | Estadio Ferenc Puskás, Budapest                                   |                                                                   |
|                                            |         | Reporte   | Voinov 58'      | Asistencia: 78.481 espectadores Árbitro(s): Jozef Kowal (Polonia) | Asistencia: 78.481 espectadores Árbitro(s): Jozef Kowal (Polonia) |
| Unión Soviética ganó por 4-1 en el global. |         |           |                 |                                                                   |                                                                   |

#### Francia – Grecia
| 1 de octubre de 1958, 20:30 | Francia                                                             | 7:1 (3:0) | Grecia      | Parque de los Príncipes, París                                       |                                                                      |
|                             | Kopa 23' · Fontaine 35', 75' · Cisowski 44', 68' · Vincent 61', 87' | Reporte   | Yfantis 48' | Asistencia: 37.590 espectadores Árbitro(s): Gottfried Dienst (Suiza) | Asistencia: 37.590 espectadores Árbitro(s): Gottfried Dienst (Suiza) |

| 3 de diciembre de 1958, 15:00                                                                              | Grecia           | 1:1 (0:0) | Francia   | Apostolos Nikolaidis Stadium, Atenas                                    |                                                                         |
| | Marche 85' (ag.) | Reporte   | Bruey 71' | Asistencia: 18.833 espectadores Árbitro(s): Vincenzo Orlandini (Italia) | Asistencia: 18.833 espectadores Árbitro(s): Vincenzo Orlandini (Italia) |
| Roger Marche convierte el primer autogol en la historia de la Eurocopa. Francia ganó por 8-2 en el global. |                  |           |           |                                                                         |                                                                         |

#### Rumania – Turquía
| 2 de noviembre de 1958 | Rumania                                    | 3:0 (0:0) | Turquía | Estadio Lia Manoliu, Bucarest                                        |                                                                      |
|                        | Oaida 62' · Constantin 77' · Dinulescu 81' | Reporte   |         | Asistencia: 67.200 espectadores Árbitro(s): Gottfried Dienst (Suiza) | Asistencia: 67.200 espectadores Árbitro(s): Gottfried Dienst (Suiza) |

| 26 de abril de 1959                                                                                          | Turquía                         | 2:0 (1:0) | Rumania | Estadio BJK İnönü, Estambul                                                |                                                                            |
| | Küçükandonyadis 13' (pen.), 54' | Reporte   |         | Asistencia: 23.567 espectadores Árbitro(s): Borge Nedelkovski (Yugoslavia) | Asistencia: 23.567 espectadores Árbitro(s): Borge Nedelkovski (Yugoslavia) |
| Lefter Küçükandonyadis anotó el primer gol por vía penal en una Eurocopa. Rumania ganó por 3-2 en el global. |                                 |           |         |                                                                            |                                                                            |

#### Noruega – Austria
| 20 de mayo de 1959, 19:00 | Noruega | 0:1 (0:1) | Austria | Ullevaal Stadion, Oslo                                                             |                                                                                    |
|                           |         | Reporte   | Hof 32' | Asistencia: 27.566 espectadores Árbitro(s): Werner Bergmann (Alemania Democrática) | Asistencia: 27.566 espectadores Árbitro(s): Werner Bergmann (Alemania Democrática) |

| 23 de septiembre de 1959, 19:00    | Austria                                           | 5:2 (3:2) | Noruega           | Estadio Ernst Happel, Viena                                                        |                                                                                    |
|                                    | Hof 2', 26' (pen.) · Nemec 21', 73' · Skerlan 60' | Reporte   | Ødegaard 20', 35' | Asistencia: 34.989 espectadores Árbitro(s): Werner Bergmann (Alemania Democrática) | Asistencia: 34.989 espectadores Árbitro(s): Werner Bergmann (Alemania Democrática) |
| Austria ganó por 6-2 en el global. |                                                   |           |                   |                                                                                    |                                                                                    |

#### Yugoslavia – Bulgaria
| 31 de mayo de 1959 | Yugoslavia           | 2:0 (1:0) | Bulgaria | Estadio Partizan, Belgrado                                       |                                                                  |
|                    | Galić 1' · Tasic 87' | Reporte   |          | Asistencia: 23.418 espectadores Árbitro(s): Mihai Popa (Rumania) | Asistencia: 23.418 espectadores Árbitro(s): Mihai Popa (Rumania) |

| 25 de octubre de 1959                 | Bulgaria | 1:1 (0:0) | Yugoslavia | Estadio Nacional Vasil Levski, Sofía                                    |                                                                         |
|                                       | Diev 55' | Reporte   | Matuš 57'  | Asistencia: 27.560 espectadores Árbitro(s): Kurt Tschenscher (Alemania) | Asistencia: 27.560 espectadores Árbitro(s): Kurt Tschenscher (Alemania) |
| Yugoslavia ganó por 3-1 en el global. |          |           |            |                                                                         |                                                                         |

#### Alemania Democrática – Portugal
| 21 de junio de 1959 | Alemania Democrática | 0:2 (0:0) | Portugal                 | Stadion der Weltjugend, Berlín                                               |                                                                              |
|                     |                      | Reporte   | Matateu 12' · Coluna 67' | Asistencia: 25.000 espectadores Árbitro(s): Alois Obtulovic (Checoslovaquia) | Asistencia: 25.000 espectadores Árbitro(s): Alois Obtulovic (Checoslovaquia) |

| 28 de junio de 1959                 | Portugal                    | 3:2 (1:0) | Alemania Democrática | Estádio das Antas, Oporto                                                   |                                                                             |
|                                     | Coluna 45', 62' · Cavém 68' | Reporte   | Vogt 47' · Kohle 72' | Asistencia: 19.124 espectadores Árbitro(s): Juan Gardeazabal Garay (España) | Asistencia: 19.124 espectadores Árbitro(s): Juan Gardeazabal Garay (España) |
| Portugal ganó por 5-2 en el global. |                             |           |                      |                                                                             |                                                                             |

#### Polonia – España
| 28 de junio de 1959                                    | Polonia                | 2:4 (1:2) | España                                           | Estadio de Silesia, Chorzów                                                     |                                                                                 |
|                                                        | Pol 34' · Brychczy 62' | Reporte   | Suárez Miramontes 40', 52' · Di Stéfano 44', 55' | Asistencia: 71.469 espectadores Árbitro(s): Ángel Rodríguez Mendizábal (España) | Asistencia: 71.469 espectadores Árbitro(s): Ángel Rodríguez Mendizábal (España) |
| Suárez Miramontes anota el primer doblete en eurocopas |                        |           |                                                  |                                                                                 |                                                                                 |

| 14 de octubre de 1959             | España                                   | 3:0 (1:0) | Polonia | Estadio Santiago Bernabéu, Madrid                                  |                                                                    |
|                                   | Di Stéfano 30' · Gensana 69' · Gento 85' | Reporte   |         | Asistencia: 62.070 espectadores Árbitro(s): Karoly Balla (Hungría) | Asistencia: 62.070 espectadores Árbitro(s): Karoly Balla (Hungría) |
| España ganó por 7-2 en el global. |                                          |           |         |                                                                    |                                                                    |

#### Dinamarca – Checoslovaquia
| 23 de septiembre de 1959, 19:00 | Dinamarca                 | 2:2 (2:2) | Checoslovaquia                     | Idrætsparken, Copenague                                                |                                                                        |
|                                 | Pedersen 17' · Hansen 19' | Reporte   | Ladislav Kacani 29' · Dolinský 42' | Asistencia: 32.000 espectadores Árbitro(s): Johan Bronkhorst (Holanda) | Asistencia: 32.000 espectadores Árbitro(s): Johan Bronkhorst (Holanda) |

| 18 de octubre de 1959, 14:15              | Checoslovaquia                                      | 5:1 (1:1) | Dinamarca  | Městský fotbalový stadion Srbská, Brno                               |                                                                      |
|                                           | Buberník 39', 56' · Scherer 47', 86' · Dolinský 63' | Reporte   | Kramer 33' | Asistencia: 31.217 espectadores Árbitro(s): Helmut Köhler (Alemania) | Asistencia: 31.217 espectadores Árbitro(s): Helmut Köhler (Alemania) |
| Checoslovaquia ganó por 7-3 en el global. |                                                     |           |            |                                                                      |                                                                      |

### Cuartos de final
Nota: en esta fase, la selección de fútbol de España quedó eliminada ya que Francisco Franco no permitió la entrada de la selección de fútbol de la Unión Soviética para jugar el partido de cuartos.

#### Francia – Austria
| 13 de diciembre de 1959, 14:30                      | Francia                                  | 5:2 (3:1) | Austria                 | Stade Olympique Yves-du-Manoir, Colombes                                  |                                                                           |
|                                                     | Fontaine 6', 18', 82' · Vincent 35', 70' | Reporte   | Horak 25' · Pichler 65' | Asistencia: 43.775 espectadores Árbitro(s): Manuel Martín Asensi (España) | Asistencia: 43.775 espectadores Árbitro(s): Manuel Martín Asensi (España) |
| Just Fontaine anota el primer triplete en eurocopas |                                          |           |                         |                                                                           |                                                                           |

| 27 de marzo de 1960, 15:00         | Austria                | 2:4 (1:0) | Francia                                                  | Estadio Ernst Happel, Viena                                       |                                                                   |
|                                    | Nemec 26' · Probst 64' | Reporte   | Marcel 46' · Fontaine 60' · Heutte 77' · Kopa 83' (pen.) | Asistencia: 39.229 espectadores Árbitro(s): Leo Helge (Dinamarca) | Asistencia: 39.229 espectadores Árbitro(s): Leo Helge (Dinamarca) |
| Francia ganó por 9-4 en el global. |                        |           |                                                          |                                                                   |                                                                   |

#### Portugal – Yugoslavia
| 8 de mayo de 1960 | Portugal                  | 2:1 (1:0) | Yugoslavia | Estadio Nacional de Portugal, Oeiras                                  |                                                                       |
|                   | Santana 30' · Matateu 81' | Reporte   | Kostić 70' | Asistencia: 39.978 espectadores Árbitro(s): Joseph Barbéran (Francia) | Asistencia: 39.978 espectadores Árbitro(s): Joseph Barbéran (Francia) |

| 22 de mayo de 1960                    | Yugoslavia                                                | 5:1 (2:1) | Portugal  | Estadio Partizan, Belgrado                                         |                                                                    |
|                                       | Šekularac 8' · Kostić 45' · Jerković 50', 88' · Galić 79' | Reporte   | Cavem 29' | Asistencia: 43.000 espectadores Árbitro(s): Alfred Stoll (Austria) | Asistencia: 43.000 espectadores Árbitro(s): Alfred Stoll (Austria) |
| Yugoslavia ganó por 6-3 en el global. |                                                           |           |           |                                                                    |                                                                    |

#### Rumania – Checoslovaquia
| 22 de mayo de 1960, 15:00 | Rumania | 0:2 (0:1) | Checoslovaquia            | Estadio Lia Manoliu, Bucarest                                      |                                                                    |
|                           |         | Reporte   | Masopust 8' · Scherer 85' | Asistencia: 61.306 espectadores Árbitro(s): Andor Dorogi (Hungría) | Asistencia: 61.306 espectadores Árbitro(s): Andor Dorogi (Hungría) |

| 29 de mayo de 1960, 15:00                 | Checoslovaquia                 | 3:0 (2:0) | Rumania | Pole, Bratislava                                                     |                                                                      |
|                                           | Buberník 1', 15' · Scherer 88' | Reporte   |         | Asistencia: 31.057 espectadores Árbitro(s): Leif Gulliksen (Noruega) | Asistencia: 31.057 espectadores Árbitro(s): Leif Gulliksen (Noruega) |
| Checoslovaquia ganó por 5-0 en el global. |                                |           |         |                                                                      |                                                                      |

## Fase final

### Sedes
| Ciudad   | Estadio          | Capacidad |
| -------- | ---------------- | --------- |
| Marsella | Stade Vélodrome  | 60.000    |
| París    | Parc des Princes | 48.000    |

|  | Semifinales     | Semifinales |                              |   | Final | Final |
|  |                 |             |                              |   |       |       |
|  | 6 de julio      |             |                              |   |       |       |
|  |                 |             |                              |   |       |       |
|  | Checoslovaquia  | 0           |                              |   |       |       |
|  | Checoslovaquia  | 0           | 10 de julio                  |   |       |       |
|  | Unión Soviética | 3           |                              |   |       |       |
|  | Unión Soviética | 3           | Unión Soviética (t. s.)      | 2 |       |       |
|  | 6 de julio      |             | Unión Soviética (t. s.)      | 2 |       |       |
|  |                 | Yugoslavia  | 1                            |   |       |       |
|  | Francia         | Yugoslavia  | 1                            | 4 |       |       |
|  | Francia         |             |                              | 4 |       |       |
|  | Yugoslavia      | 5           |                              |   |       |       |
|  | Yugoslavia      | 5           | Partido por el tercer puesto |   |       |       |
|  |                 |             |                              |   |       |       |
|  | 9 de julio      |             |                              |   |       |       |
|  |                 |             |                              |   |       |       |
|  | Checoslovaquia  | 2           |                              |   |       |       |
|  | Checoslovaquia  | 2           |                              |   |       |       |
|  | Francia         | 0           |                              |   |       |       |

### Semifinales
| 6 de julio de 1960, 20:00                           | Francia                                        | 4:5 (2:1) | Yugoslavia                                             | Parc des Princes, París                                               |                                                                       |
|                                                     | Vincent 12' · Heutte 43', 62' · Wisniewski 53' | Reporte   | Galić 11' · Zanetic 55' · Knez 75' · Jerković 78', 79' | Asistencia: 26.370 espectadores Árbitro(s): Gaston Grandain (Bélgica) | Asistencia: 26.370 espectadores Árbitro(s): Gaston Grandain (Bélgica) |
| Partido con más goles en la historia de la Eurocopa |                                                |           |                                                        |                                                                       |                                                                       |

| 6 de julio de 1960, 20:30 | Checoslovaquia | 0:3 (0:1) | Unión Soviética                  | Stade Vélodrome, Marsella                                         |                                                                   |
|                           |                | Reporte   | Ivanov 34', 56' · Ponedélnik 66' | Asistencia: 25.184 espectadores Árbitro(s): Cesare Jonni (Italia) | Asistencia: 25.184 espectadores Árbitro(s): Cesare Jonni (Italia) |

### Tercer y cuarto puestos
| 9 de julio de 1960, 18:00 | Checoslovaquia            | 2:0 (0:0) | Francia | Stade Vélodrome, Marsella                                        |                                                                  |
|                           | Bubník 58' · Pavlovič 88' | Reporte   |         | Asistencia: 9.438 espectadores Árbitro(s): Cesare Jonni (Italia) | Asistencia: 9.438 espectadores Árbitro(s): Cesare Jonni (Italia) |

| CHECOSLOVAQUIA        | FRANCIA                  |
| --------------------- | ------------------------ |
| 1 Viliam Schrojf      | 21 Claude Abbes          |
| 2 Jirimias Tichy      | 17 Raymond Kaelbel       |
| 4 Svatopluk Ploskal   | 11 Jean Jacques Marcel   |
| 5 Clavak Masek        | 18 Armand Penverne       |
| 3 Ladislaw Novak      | 4 Roger Marche           |
| 10 Josef Masopust (C) | 6 Maurice Laffont        |
| 13 Andrej Kvašňák     | 23 Raymond Kopa (C)      |
| 8 Ladislav Pavlovič   | 5 Thadée Cisowski        |
| 11 Titus Buberník     | 7 François Heutte        |
| 9 Adolf Scherer       | 9 Jean Vincent           |
| 20 Milan Dolinský     | 13 Just Fontaine         |
| DT Rudolf Vytlacil    | DT Albert Batteux Snella |

### Final
| 10 de julio de 1960, 21:30 | Unión Soviética                 | 2:1 (0:1, 1:1) (t. s.) | Yugoslavia | Parc des Princes, París                                               |                                                                       |
|                            | Metreveli 49' · Ponedélnik 113' | Reporte                | Galić 43'  | Asistencia: 17.966 espectadores Árbitro(s): Arthur Ellis (Inglaterra) | Asistencia: 17.966 espectadores Árbitro(s): Arthur Ellis (Inglaterra) |

3: Resumen de partidos, Eurocopa 1960, UEFA.com.
|                               |
| Bandera de la Unión Soviética |
| Campeón Unión Soviética       |
| 1er título                    |

## Estadísticas

### Clasificación general

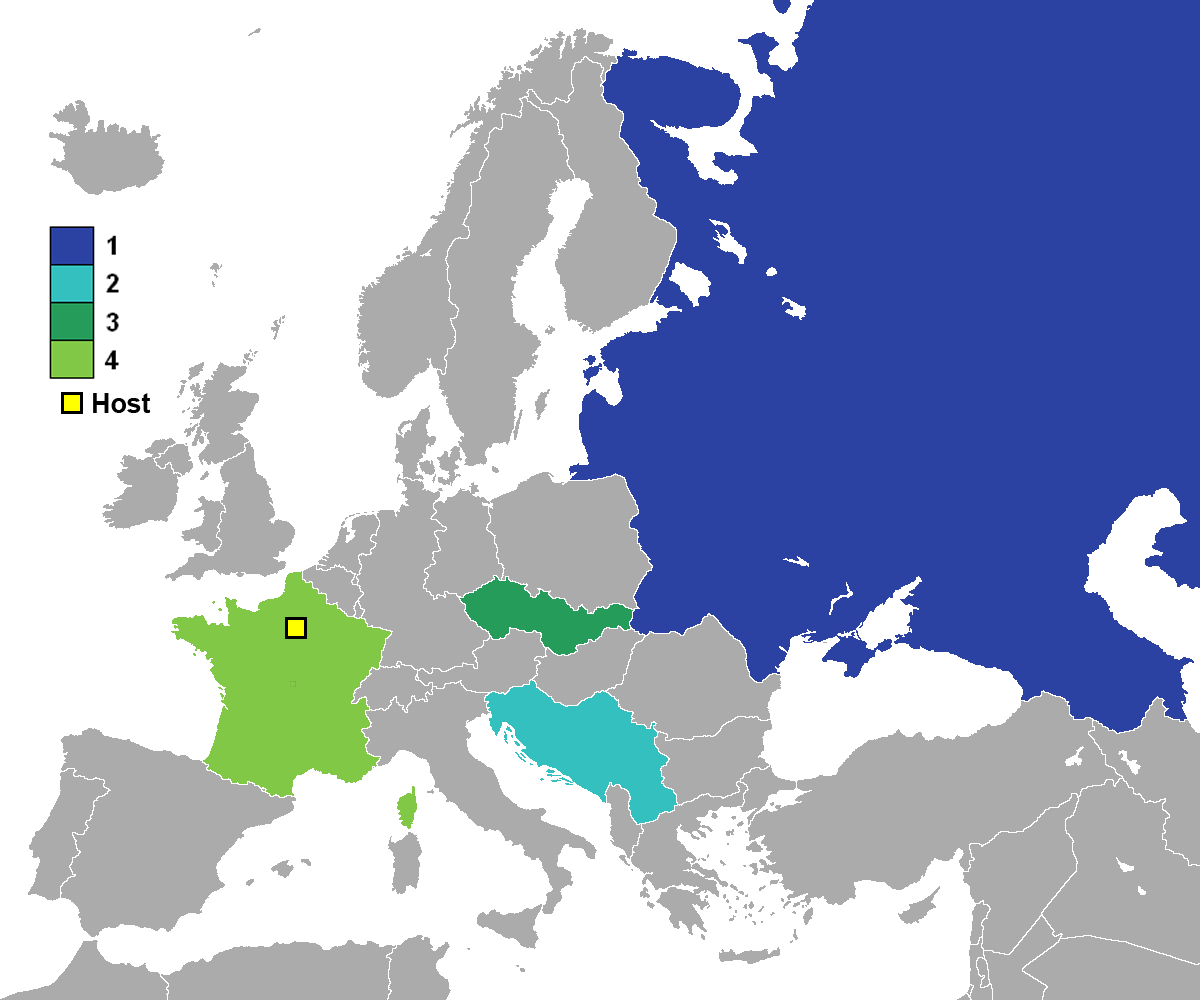
Mapa según los resultados de la Euro 1960.

| Pos. | Selección       | Pts | PJ | PG | PE | PP | GF | GC | Dif. | Rend. |
| ---- | --------------- | --- | -- | -- | -- | -- | -- | -- | ---- | ----- |
| 1    | Unión Soviética | 6   | 2  | 2  | 0  | 0  | 5  | 1  | 4    | 100%  |
| 2    | Yugoslavia      | 3   | 2  | 1  | 0  | 1  | 6  | 6  | 0    | 50%   |
| 3    | Checoslovaquia  | 3   | 2  | 1  | 0  | 1  | 2  | 3  | −1   | 50%   |
| 4    | Francia         | 0   | 2  | 0  | 0  | 2  | 4  | 7  | −3   | 0%    |

## Reconocimientos

### Goleadores
| Jugador         | Selección       | Goles |
| --------------- | --------------- | ----- |
| Valentín Ivanov | Unión Soviética | 3     |
| Milan Galić     | Yugoslavia      | 2     |
| Dražan Jerković | Yugoslavia      | 2     |
| Just Fontaine   | Francia         | 2     |

### Equipo ideal
| Portero    | Defensas                         | Centrocampistas                           | Delanteros                                                                    |
| ---------- | -------------------------------- | ----------------------------------------- | ----------------------------------------------------------------------------- |
| Lev Yashin | Ladislav Novák Vladimir Durković | Josef Masopust Valentin Ivanov Igor Netto | Slava Metreveli Viktor Ponedelnik Milan Galić Bora Kostić Dragoslav Šekularac |